# أق بلاق (مقاطعة ديواندرة)
أق بلاق (بالفارسية: آق بلاغ) هي منطقة سكنية تقع في قسم كولة الريفي (مقاطعة ديواندرة) في إيران. يقدر عدد سكانها بـ 162 نسمة .